# Kopytów (obwód rówieński)
Kopytów (ukr. Копитів) – wieś na Ukrainie, w obwodzie rówieńskim, w rejonie rówieńskim, w hromadzie Korzec. W 2001 liczyła 330 mieszkańców, spośród których 327 wskazało jako ojczysty język ukraiński, a 3 rosyjski.
W okresie międzywojennym wieś znajdowała się w granicach II RP, wchodząc w skład gminy Międzyrzec w powiecie rówieńskim, w województwie wołyńskim.